# Vince Taylor

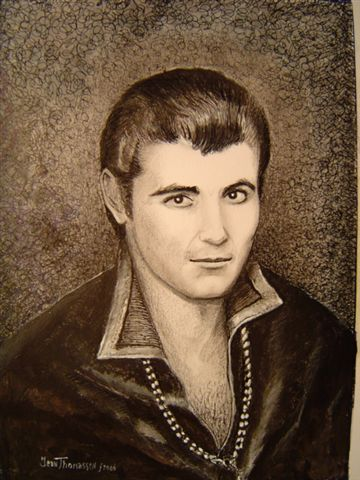
Vince Taylor (Porträt: Jean Thomassen)

Vince Taylor (* 14. Juli 1939 in Isleworth, Middlesex; † 28. August 1991 in Lutry, Schweiz; eigentlich Brian Maurice Holden) war ein britischer Rock-’n’-Roll- und Rockabilly-Musiker. Als Frontmann der Gruppe The Playboys war er Ende der 1950er und Anfang der 1960er Jahre vor allem in Frankreich und auf dem europäischen Kontinent erfolgreich, bevor seine Karriere durch Drogenprobleme unterbrochen wurde.

## Jugend
Brian Maurice Holden wurde in Isleworth, Middlesex geboren. Als er sieben Jahre alt war, emigrierten seine Eltern nach New Jersey in den USA, wo sein Vater in einer Kohlemine arbeitete. Als seine Schwester Sheila um 1955 den Trickfilmproduzenten Joseph Barbera heiratete, zog die Familie weiter nach Kalifornien, wo Brian Maurice die Hollywood High School besuchte.

## Musikkarriere

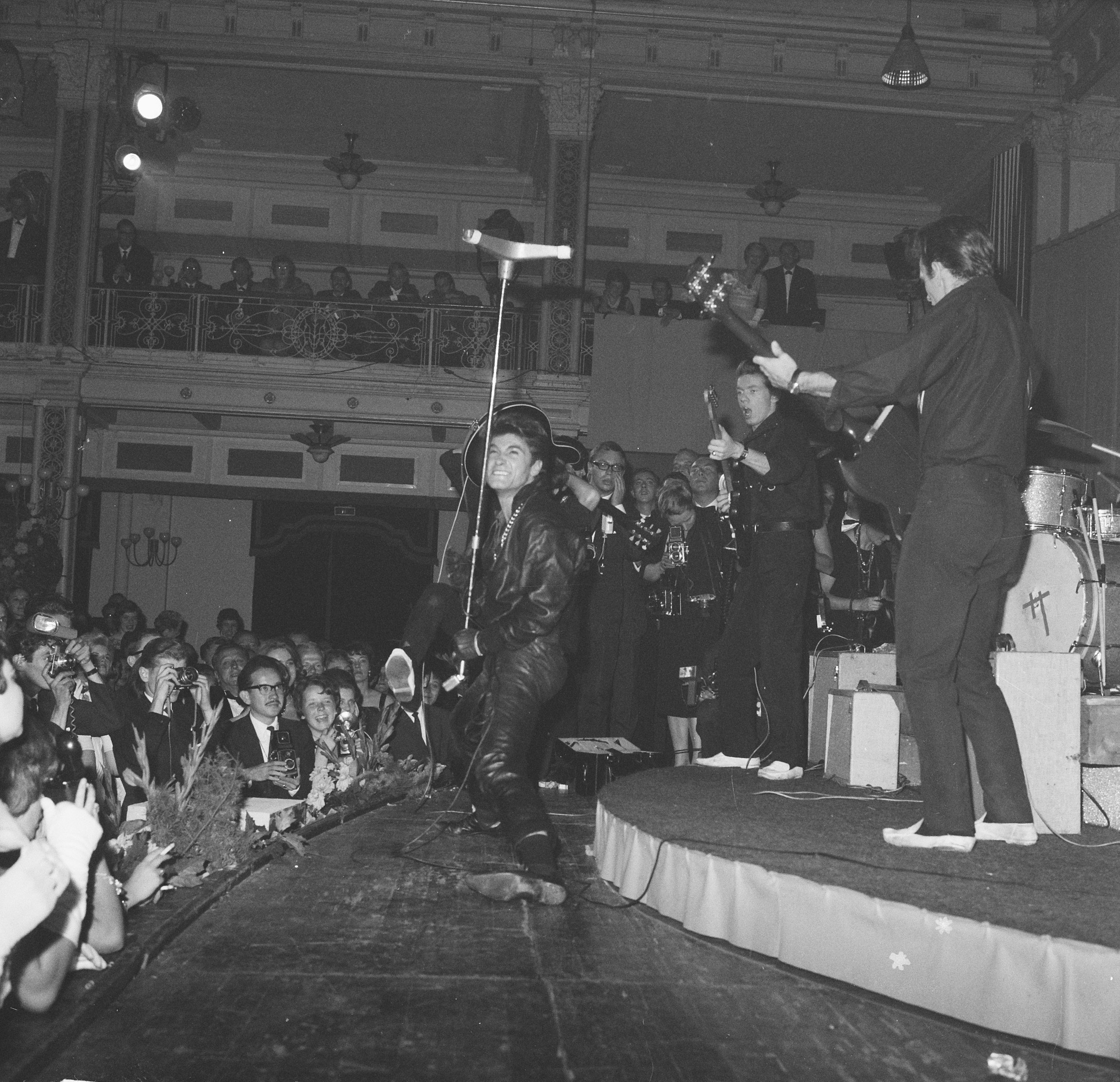
Vince Taylor 1962

Im Alter von 18 Jahren war Holden beeindruckt von der Musik Gene Vincents und Elvis Presleys. Er begann zu singen und absolvierte erste Auftritte. Sein Schwager Barbera wurde sein Manager und nahm ihn mit auf eine Geschäftsreise nach London. Dort traf er bei einem Konzert von Tommy Steele den späteren Shadows-Schlagzeuger Tony Meehan und den Bassisten Tex Makins, mit denen er die Band The Playboys gründete. Inspiriert durch den lateinischen Satz 'In hoc signo vinces', nannte er sich von nun an Vince Taylor.
Die erste Single mit den Titeln I Like Love und Right Behind You Baby erschien 1958 bei Parlophone. Einige Monate später folgten die Aufnahmen Pledgin' My Love und Brand New Cadillac. Auf letzterem Titel spielte der Gitarrist Joe Moretti, der später mit Johnny Kidd & the Pirates Shakin’ All Over aufnahm. Parlophone war jedoch mit den Verkaufsergebnissen nicht zufrieden und löste den Plattenvertrag auf.
Im April 1960 war Taylor im britischen Fernsehen ABC zu sehen, wo er neben Johnny Kidd & the Pirates in der ersten Folge der Fernsehshow Wham! auftrat. Taylor erhielt nun eine neue Chance von Palette Records, für die er im August 1960 I’ll Be Your Hero b/w Jet Black Machine veröffentlichte.
Seine sprunghafte Persönlichkeit führte jedoch zu Streit in der Band, die ihn feuerte und sich nach dem Namen ihres Schlagzeugers in The Bobbie Clarke Noise umbenannte. Als die Gruppe im Juli 1961 nach Paris fuhr, wo sie im Olympia-Theater auftreten sollte, konnte Taylor seine früheren Mitstreiter überzeugen, ihn mitzunehmen. Taylor kleidete sich komplett in schwarzes Leder und hängte sich eine schwere Kette mit einem Medaillon der heiligen Jungfrau von Orleans um, ein Outfit, das von nun an sein Markenzeichen wurde. Schon beim Soundcheck lieferte er eine derart wilde Show, dass die Band umgehend als Hauptact umgebucht wurde. Als Ergebnis der beiden spektakulären Auftritte im Olympia erhielt Vince Taylor von Barclay Records einen sechsjährigen Plattenvertrag.
In den Jahren 1961 und 1962 tourte Taylor mit der nun wieder in The Playboys umbenannten Band durch mehrere Länder auf dem europäischen Kontinent. Gleichzeitig entstand in den Barclay Studios in Paris ein Album mit zwanzig Songs, darunter zahlreiche Coverversionen von Chuck Berry, Elvis Presley, Eddie Cochran und anderen. Ende 1962 spielte Taylor erneut im Olympia mit Sylvie Vartan im Vorprogramm.

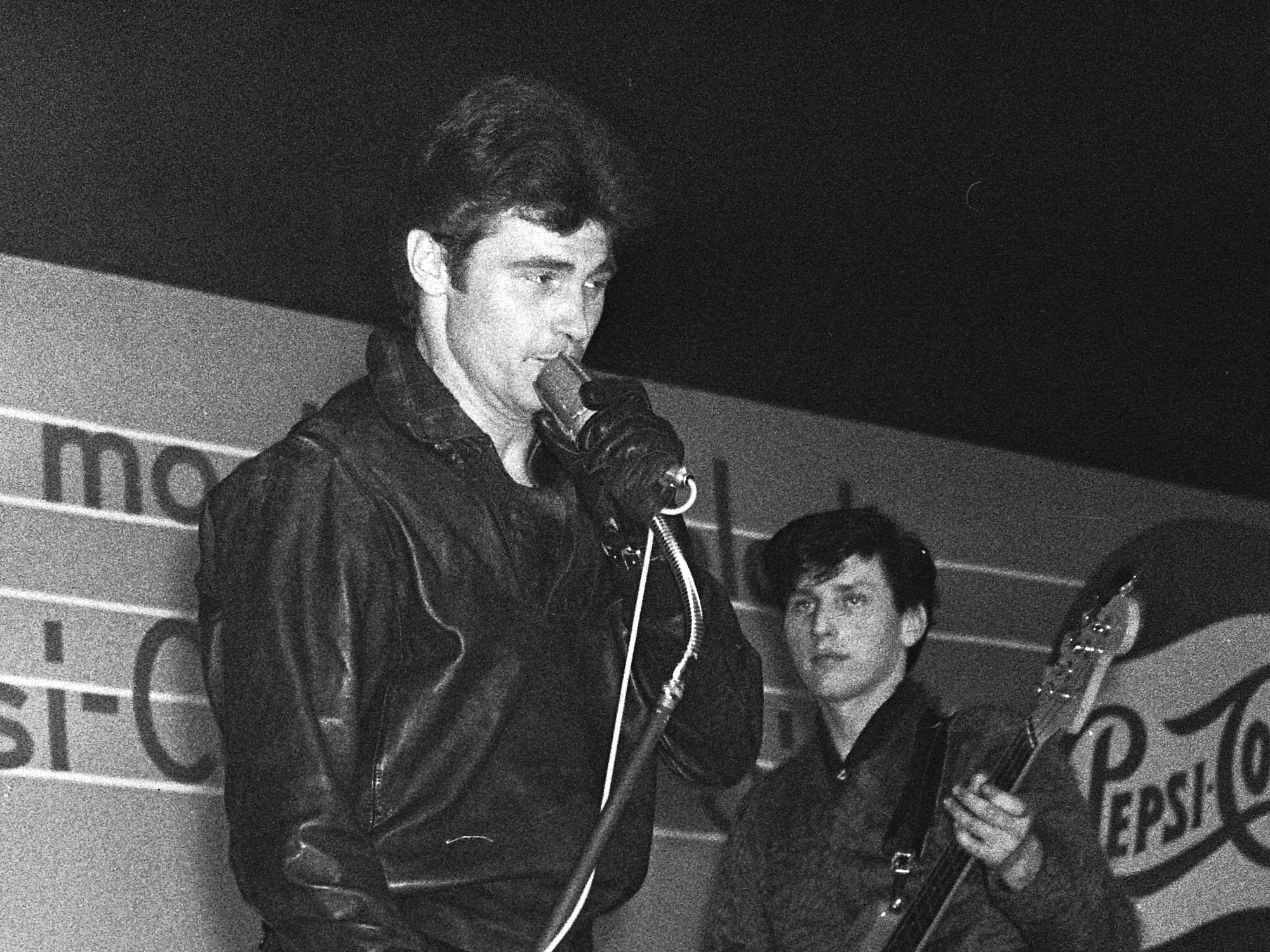
Vince Taylor 1963

Obwohl musikalisch sehr erfolgreich, scheiterte indes die Beziehung zu den Musikern seiner Band. In den Jahren 1963 und 1964 suchte Taylor neue Begleitmusiker, mit denen er u. a. die Single Memphis, Tennessee b/w A Shot of Rhythm and Blues aufnahm. Wenig später versöhnte er sich ein weiteres Mal mit seinem früheren Mitstreiter Bobbie Clarke und trat nun als Vince Taylor and the Bobbie Clarke Noise auf, unter anderem Ende 1964 im Vorprogramm der Rolling Stones.

## Niedergang
Durch exzessiven Drogenkonsum wurde das Verhalten Taylors sowohl auf der Bühne wie im Privatleben zunehmend unberechenbar. Bei Konzerten in England und Frankreich erklärte er, dass er der Apostel Matthäus sei, und das Publikum buhte ihn aus. Am 23. Mai 1965 zerschlug er auf der Bühne das Equipment der Band. Doch während die britische Rockgruppe The Who ein solches Verhalten wenig später zur umjubelten Showeinlage machte, waren Taylors Kollegen nicht angetan, und seine Band löste sich auf.
Vince Taylor schloss sich einer religiösen Bewegung an und verschwand für einige Zeit. Ein Comebackversuch mit seinem Mitstreiter Bobbie Clarke unter dem Namen Vince Taylor and Bobbie Clarke backed by Les Rockers unterstrich erneut seine inkohärente Bühnenpräsenz. Eddie Barclay von Barclay Records ließ ihn jedoch nicht fallen und gab ihm auch in den 1970er und 1980er Jahren eine Chance für neue Studioaufnahmen.
In seinen letzten Jahren lebte Taylor in der Schweiz, wo er als Flugzeugmechaniker arbeitete und nach eigenen Angaben glücklich war. Er starb im August 1991 im Alter von 52 Jahren an Krebs und wurde in Lausanne begraben. Er hinterließ einen Sohn, Ty Holden, der ebenfalls Musiker wurde und heute als Discjockey arbeitet.

## Rezeption
Während seiner Karriere schrieb Vince Taylor mehrere Lieder, die von anderen Musikern gecovert wurden. Am bekanntesten wurde sein Hit Brand New Cadillac, den die britische Punkband The Clash auf ihrem 1979er Album London Calling verewigte. Auch seine Interpretationen erwiesen sich als einflussreich, so etwa seine Version von Endless Sleep (im Original von Jody Reynolds), die später von Marc Bolan gecovert wurde.
Durch sein Bühnenoutfit und seine wilde Show wurde Taylor ein Vorbild für den Glam Rock und den Punk, besonders deutlich erkennbar in den Auftritten von Gary Glitter, Alvin Stardust und Alice Cooper. Nach Aussage von David Bowie war Taylor auch die Hauptinspiration für die Figur des Ziggy Stardust auf dem Album The Rise and Fall of Ziggy Stardust and the Spiders from Mars.
1973 erinnerte die niederländische Band Golden Earring an seinen Sexappeal in dem Song Just Like Vince Taylor. Der nordirische Sänger Van Morrison beklagte 1999 in seinem Song Goin’ Down Geneva, dass Taylor inzwischen weitgehend in Vergessenheit geraten ist.
Der britische Sender BBC Radio 4 brachte am 18. August 2010 eine Dokumentation mit dem Titel Ziggy Stardust Came from Isleworth.

## Diskographie

### Singles (Auswahl)
- 1959 Pledging My Love / Brand New Cadillac
- 1960 I’ll Be Your Hero / Jet Black Machine
- 1961 What-Cha-Gonna Do / Move Over Tiger
- 1961 Sweet Little Sixteen / Love Me
- 1961 Shaking All Over (4 Track EP)
- 1962 There’s a Lot of Twisting Going On (4 Track EP)
- 1962 Baby Let’s Play House / My Babe
- 1982 Space Invaders / Until the Very End

### Alben
- 1965: Vince..!
- 1975: Peggy Sue, Brand New Cadillac, Tutti Frutti
- 1975: Cadillac
- 1979: Live 1977
- 1980: Luv

## Bibliografie
- Phil „Heron“ Guidal: Vince Taylor Illustrated Discography, Black Leather, 1988.